# 日本赤十字武藏野短期大学
日本赤十字武藏野短期大学（日语：／ Nihon Sekijūji Chuō Joshi Tanki Daigaku *）是过去一所位于日本东京都武藏野市的私立短期大学。

## 概要

### 简介
- 学校最早可以追溯到1952年[1]。短期大学为于1966年开办[1]、由学校法人日本赤十字经营。招生到2004年(但专科到2007年)、停办于2008年[2]。

### 历史
- 1966年 日本赤十字武藏野女子短期大学成立并同时设置护理学科。
- 1997年 改校名日本赤十字武藏野短期大学。开始招収男学生。
- 1998年 两个专攻成立于专科、以下列举。
  - 地区护理学专攻
  - 助产学专攻
- 2004年 最后一年招生、次年停止招生。
- 2007年 专科一年招生、次年即2008年9月22日停办[2]）。

## 学校环境
- 校区：在了东京都武藏野市[注 1]

## 历任校长
- 神崎三益：第一代短期大学校长[3]。

## 组织

### 学科
- 护理学科

### 专科
| - 地区护理学专攻 - 助产学专攻 |

### 业余课程
| - 没有 |

## 相关链接
- 日本短期大学列表
- 日本赤十字中央女子短期大学
- 日本赤十字爱知短期大学
- 日本赤十字秋田短期大学